# Mika Monto
 Mika Monto, né le 20 mars 1976 à Hyvinkää, est un joueur professionnel de squash représentant la Finlande. Il atteint en décembre 2001 la 45e place mondiale sur le circuit international, son meilleur classement. Il est champion de Finlande en 1999.
En 2013, il est nommé entraîneur des équipes de Finlande masculines et féminines puis de 2015 à 2017, il est entraîneur de l'équipe de Malaisie.

## Palmarès

### Titres
- Championnats de Finlande : 1999

### Finales
- Championnats d'Europe par équipes : 1998